# Loulou
Loulou è un film del 1980 diretto da Maurice Pialat, presentato in concorso al 33º Festival di Cannes.

## Trama
Durante una serata in discoteca con il marito Andrè, la giovane Nelly incontra Loulou e trascorre la notte con lui. Il mattino dopo viene cacciata di casa dal marito e anche licenziata. 
La donna inizia la convivenza con Loulou che, appena uscito di prigione, non pensa certo a impegnarsi nella ricerca di un lavoro. Anzi, continua a frequentare i vecchi amici ladri anche quando la ragazza gli annuncia di aspettare un figlio.
Dopo un pranzo a casa della famiglia di Loulou, Nelly si rende conto che non può crescere un figlio in questo ambiente e decide di abortire.